# Euro disco
Euro disco (também escrito como Eurodisco ou Euro-disco) é um gênero musical derivado da música disco que se originou na Europa no final dos anos 70, incorporando elementos da música pop, rock e new wave, em uma atmosfera de dança contínua semelhante a disco. Muitas composições do gênero tem uma forma contrastante de refrão-estrofe, acompanhamento à base de sintetizadores, letras cantadas em inglês, e com uma batida média que vária entre 110 a 128 BPM.

## História

### Década de 70
O Eurodisco é, em grande parte, um desdobramento das tendências da música americana contemporânea, que remonta aos primeiros tempos do jazz, rock, soul, funk e disco. O termo "Euro disco" foi usado pela primeira vez em meados da década de 1970 para descrever as produções de disco e artistas fora do Reino Unido, como DD Sound, grupo sueco ABBA, grupos alemães Arabesque, Boney M., Dschinghis Khan e Silver Convention, o trio de produção baseado em Munique Giorgio Moroder, Donna Summer e Pete Bellotte, o cantor italiano Gino Soccio, os artistas franceses Amanda Lear, Dalida, Cerrone, Hot Blood, Banzai (single "Viva America") e Ottawan, Vencedores do concurso de música dos grupos holandeses Luv' e Eurovision, Teach-In.
O Euro disco dos anos 1970 gerou várias variações, sendo o mais notável a Space disco, que também fundi elementos da Hi-NRG americana. Outra variação popular, mas sem nome específico, apareceu ainda no final dos anos 1970: um som semelhante à música latina adicionado ao gênero, que pode ser ouvida nas canções de bandas como Raffaella Carrà, Hermanas Goggi, La Bionda, DD Sound e Easy Going.

### Década de 80
Um dos primeiros representantes do gênero da década de 1980 foi o grupo britânico Imagination e com sua série de sucessos ao longo de 1981 e 1982. As mais diversas variações do Eurodisco dos anos 80 apareceram logo mais tarde na França, Alemanha, Espanha e Grécia. As produções italiana, francesa e alemã do Eurodisco foram as mais populares. 
A dupla pop alemã Modern Talking foi um ícone da Eurodisco entre 1985 e 1987 e se tornou o projeto Eurodisco de maior sucesso de todos os tempos. Bandas como Bad Boys Blue, Blue System e C.C. Catch ajudaram bastante na popularização do gênero ainda em meados dos anos 80. Esse estilo se tornou imensamente muito popular na Europa oriental e permaneceu popular até o início de 1990. Na Polônia, o disco polo, um gênero musical local fortemente dependente do Eurodisco, foi desenvolvido no início dos anos 80 e 90.

### Década de 90
No final da década de 1980, os sucessos do Eurodisco foram produzidos na Espanha, na Grécia e muito mais tarde na Polônia e na Rússia. Enquanto isso, uma versão acelerada da música disco com elementos dance-pop fazia sucesso nos Estados Unidos, sob o termo "Hi-NRG".
No início da década de 90, sua popularidade principal começou a declinar na Europa, e a Euro disco se desenvolveu na eurodance. Tecnicamente, a última forma de Eurodisco é a French house, um estilo musical que surgiu na França em meados da década de 1990 e aos poucos se espalhou pela Europa. O house francês é mais um estilo de música "de volta às raízes", com influências do Eurodisco dos anos 1970, muito antes da explosão do Italo disco.

## Euro disco no Brasil
Graças a colonização germânica em Santa Catarina, este estado foi o primeiro a divulgar este gênero de música no Brasil em meados da década de 80. Primeiramente, em Blumenau, na extinta casa Flesh e posteriormente em Joinville, através de uma loja de discos em Joinville chamada "Music Shop", seu dono, Valdir Polzin, sempre em contato com os proprietarios de lojas de Blumenau, onde se especializou e mantinha contato com diversos distribuidores fonográficos na Alemanha, importando grande variedade de discos contendo músicas regionais alemãs Schlager and Volksmusik, italo disco e euro disco. Através de um programa de rádio chamado "Sucessos da Música Alemã" e com o estreito contato que Valdir Polzin mantinha com as rádios e danceterias de Joinville e Região, o Euro Disco foi amplamente divulgado e se transformou em uma mania, chamando a atenção de vários disc jockeys de outros estados brasileiros.
A rádio via internet "Estação EURODISCO" em Curitiba, Paraná, foi a primeira rádio via web exclusivamente voltada para o Euro disco e Italo disco fundada por Emerson Cima e Sandro Cesar trazendo os melhores hits da época, com participação ao vivo de vários cantores.